# Guido Tenesi
Guido Tenesi (né le 5 juillet 1953 à Détroit (Michigan, États-Unis) et mort le 17 juin 2025) est un joueur professionnel américain de hockey sur glace.

## Carrière de joueur
Plutôt que par ses prestations sur la glace, Guido Rocco Tenesi est plus célèbre pour son rôle (sans la moindre parole prononcée) dans le film La Castagne (Slap Shot), où il interprétait le rôle du n° 5 des Chiefs de Charlestown, le très narcissique défenseur canadien Billy Charlebois.
Il évolue avec les Generals d'Oshawa (1971-73, 98 matchs joués, 7 buts, 40 passes), avec les Oilers de Tulsa (1973-74, 21 matchs joués, 2 buts, 4 passes), avec les Bears de Hershey (1973-74 et 75-76, 14 matchs joués), avec les Jets de Johnstown (1974-77, 191 matchs joués, 30 buts, 108 passes), avec les Nordics du Maine  (1976-77, 15 matchs joués, 4 buts, 4 passes) et avec les Owls de Grand Rapids  (1980-79, 218 matchs joués, 45 buts, 117 passes).
Guido Tenesi meurt le 17 juin 2025 à l'âge de 71 ans,.

## Statistiques
| Saison    | Équipe                      | Ligue |    | Saison régulière | Saison régulière | Saison régulière | Saison régulière | Saison régulière |    | Séries éliminatoires | Séries éliminatoires | Séries éliminatoires | Séries éliminatoires | Séries éliminatoires |
| Saison    | Équipe                      | Ligue | PJ | B                | A                | Pts              | Pun              | PJ               | B  | A                    | Pts                  | Pun                  |                      |                      |
| 1971-1972 | Generals d'Oshawa           | AHO   | 61 | 4                | 21               | 25               | 110              |                  |    |                      |                      |                      |                      |                      |
| 1972-1973 | Generals d'Oshawa           | AHO   | 37 | 3                | 19               | 22               | 66               |                  |    |                      |                      |                      |                      |                      |
| 1973-1974 | Oilers de Tulsa             | LCH   | 21 | 2                | 4                | 6                | 31               | --               | -- | --                   | --                   | --                   |                      |                      |
| 1973-1974 | Bears de Hershey            | LAH   | 10 | 0                | 0                | 0                | 8                | --               | -- | --                   | --                   | --                   |                      |                      |
| 1974-1975 | Jets de Johnstown           | NAHL  | 69 | 12               | 30               | 42               | 112              | 14               | 1  | 5                    | 6                    | 44                   |                      |                      |
| 1974-1975 | Bears de Hershey            | LAH   | 4  | 0                | 0                | 0                | 10               | 4                | 0  | 1                    | 1                    | 2                    |                      |                      |
| 1975-1976 | Jets de Johnstown           | NAHL  | 67 | 13               | 50               | 63               | 134              | 7                | 1  | 5                    | 6                    | 18                   |                      |                      |
| 1976-1977 | Jets de Johnstown           | NAHL  | 55 | 5                | 28               | 33               | 63               | --               | -- | --                   | --                   | --                   |                      |                      |
| 1976-1977 | Nordiques du Maine          | NAHL  | 15 | 4                | 4                | 8                | 6                | 10               | 0  | 6                    | 6                    | 17                   |                      |                      |
| 1977-1978 | Dayton/Owls de Grand Rapids | LIH   | 79 | 22               | 41               | 63               | 77               | --               | -- | --                   | --                   | --                   |                      |                      |
| 1978-1979 | Owls de Grand Rapids        | LIH   | 80 | 17               | 46               | 63               | 82               | 22               | 4  | 15                   | 19                   | 37                   |                      |                      |
| 1979-1980 | Owls de Grand Rapids        | LIH   | 59 | 6                | 30               | 36               | 40               | --               | -- | --                   | --                   | --                   |                      |                      |